# Pieter Bulling
Pieter Bulling (conocido como Piet Bulling; Invercargill, 2 de marzo de 1993) es un deportista neozelandés que compite en ciclismo en la modalidad de pista, especialista en la prueba de persecución por equipos; aunque también ha disputado carreras de ruta.
Ganó tres medallas en el Campeonato Mundial de Ciclismo en Pista entre los años 2014 y 2017.
Participó en los Juegos Olímpicos de Río de Janeiro 2016, ocupando el cuarto lugar en la prueba de persecución por equipos.

## Medallero internacional
| Campeonato Mundial | Campeonato Mundial      | Campeonato Mundial | Campeonato Mundial      |
| Año                | Lugar                   | Medalla            | Competición             |
| ------------------ | ----------------------- | ------------------ | ----------------------- |
| 2014               | Cali (Colombia)         | Medalla de bronce  | Persecución por equipos |
| 2015               | Saint-Quentin (Francia) | Medalla de oro     | Persecución por equipos |
| 2017               | Hong Kong (China)       | Medalla de plata   | Persecución por equipos |